# لوكاس زالوشكا
لوكاس زالوشكا (بالبولندية: Łukasz Załuska) وهو لاعب كرة قدم بولندي في مركز حراسة المرمى ولد في يوم 16 يونيو 1982 في قرية فيزوكي موزيفيكي في بولندا، يلعب حالياً مع نادي سلتيك وسبق له اللعب مع دندي يونايتد ونادي كورونا كييلس و نادي ياغيلونيا بياويستوك وليغيا وارسو وستوميل أولزيتين وقد لعب مع منتخب بولندا لكرة القدم ويبلغ طوله 191 سم.

## روابط خارجية
- لوكاس زالوشكا على موقع قاعدة بيانات كرة القدم.إي يو (الإنجليزية)
- لوكاس زالوشكا على موقع ناشيونال فوتبول تيمز (الإنجليزية)
- لوكاس زالوشكا على موقع Soccerbase.com (لاعب) (الإنجليزية)
- لوكاس زالوشكا على موقع Soccerway.com (الإنجليزية)
- لوكاس زالوشكا على موقع عالم كرة القدم.نت (الإنجليزية)
- لوكاس زالوشكا على موقع AS.com (الإسبانية)